# Dammtjärnen (Skee socken, Bohuslän)
Dammtjärnen är en sjö i Strömstads kommun i Bohuslän och ingår i Strömsåns huvudavrinningsområde. Sjöns area är 0,042 kvadratkilometer och den är belägen 157 meter över havet.